# Коханувка (Мазовецьке воєводство)
Коханувка (пол. Kochanówka) — село в Польщі, у гміні Сенно Ліпського повіту Мазовецького воєводства.
Населення — 173 особи (2011).
У 1975-1998 роках село належало до Радомського воєводства.

## Демографія
Демографічна структура станом на 31 березня 2011 року:
|          | Загалом | Допрацездатний вік | Працездатний вік | Постпрацездатний вік |
| -------- | ------- | ------------------ | ---------------- | -------------------- |
| Чоловіки | 84      | 18                 | 53               | 13                   |
| Жінки    | 89      | 20                 | 36               | 33                   |
| Разом    | 173     | 38                 | 89               | 46                   |